# Onze-Lieve-Vrouw Geboortekerk (Mariakerke)
De Onze-Lieve-Vrouw Geboortekerk is de parochiale kerk van de Gentse deelgemeente Mariakerke (Oost-Vlaanderen). Het is een driebeukige basilicale kerk in romaanse en neogotische stijl. Ze is hoofdzakelijk gebouwd in Doornikse steen en heeft een dwarsbeuk. Op de kruising staat een achthoekige toren op een vierkante basis. Verscheidene delen van de kerk werden in 1947 en 1996 als monument beschermd.

## Bouwgeschiedenis
Reeds in 937 was er sprake van een bedehuis of kapel. Andere bronnen vermelden dat er een kerkje (toegewijd aan de H. Maagd) zou opgericht zijn door Engelsen tijdens een beleg van Gent in 965.
Later, in de tiende eeuw, was er sprake van een in oorsprong driebeukige romaanse kerk met oosttoren en koor, gebouwd onder impuls van de Sint-Pietersabdij te Gent.
De torenpijlers en toren zijn de oudste delen van de kerk. Volgens de typisch Oost-Vlaamse bouwstijl zouden deze kunnen opklimmen tot de twaalfde eeuw. Er is echter geen eensgezindheid over het juiste bouwjaar. In de 13de eeuw werden de eerste belangrijke verbouwingen uitgevoerd in Scheldegotiek, namelijk: het transept, uitbreiding van het koor (twee traveeën) en de klokkenkamer. Wegens de grootschaligheid van deze vernieuwingen wordt de opdracht ervan toegeschreven aan de toenmalige Heer der Kerk van Mariakerke , Raas X van Gavere (1209 – 1291). De aan de noordzijde gelegen Sint-Jozefskapel, grenzend aan het koor, dateert ook van deze periode.
Een tweede belangrijke bouw- en restauratiecampagne gebeurde tussen 1887 en 1892 onder leiding van architect Auguste Van Assche. De talrijke aanpassingen aan de 13de-eeuwse kerk werden verwijderd en aangevuld met neogotische toevoegingen. Toen werd het schip verlengd met twee traveeën (11 m) en afgewerkt met een nieuwe westgevel. De zijbeuken werden verlaagd teneinde de middeleeuwse bovenlichten van het schip terug zichtbaar te maken, en nadien overdekt met houten steekkappen.
Aan de zuidgevel werd een doopkapel toegevoegd en aan de noordzijde een traptorentje omdat de oude toegang naar de klokkenkamer ingevolge de verhoging van het dak der middenbeuk verdwenen was. Hierdoor verdween ook de vlakke zoldering en kwam een houten tongewelf in de plaats. Binnen in de kerk zijn de onderste delen van het schip, de scheibogen, evenals de zuilen en de muren der zijbeuken in Doornikse kalksteen uitgevoerd. De bovenste vensterzone is in baksteen. Opvallend is het verschil in metselwerk tussen de oudste drie traveeën (Vlaams verband) en de latere uitbreiding (kruisverband). Extern is aan de zuidzijde ook het verschil tussen de oorspronkelijke Doornikse kalksteen en de latere uitbreiding te zien.

## Exterieur

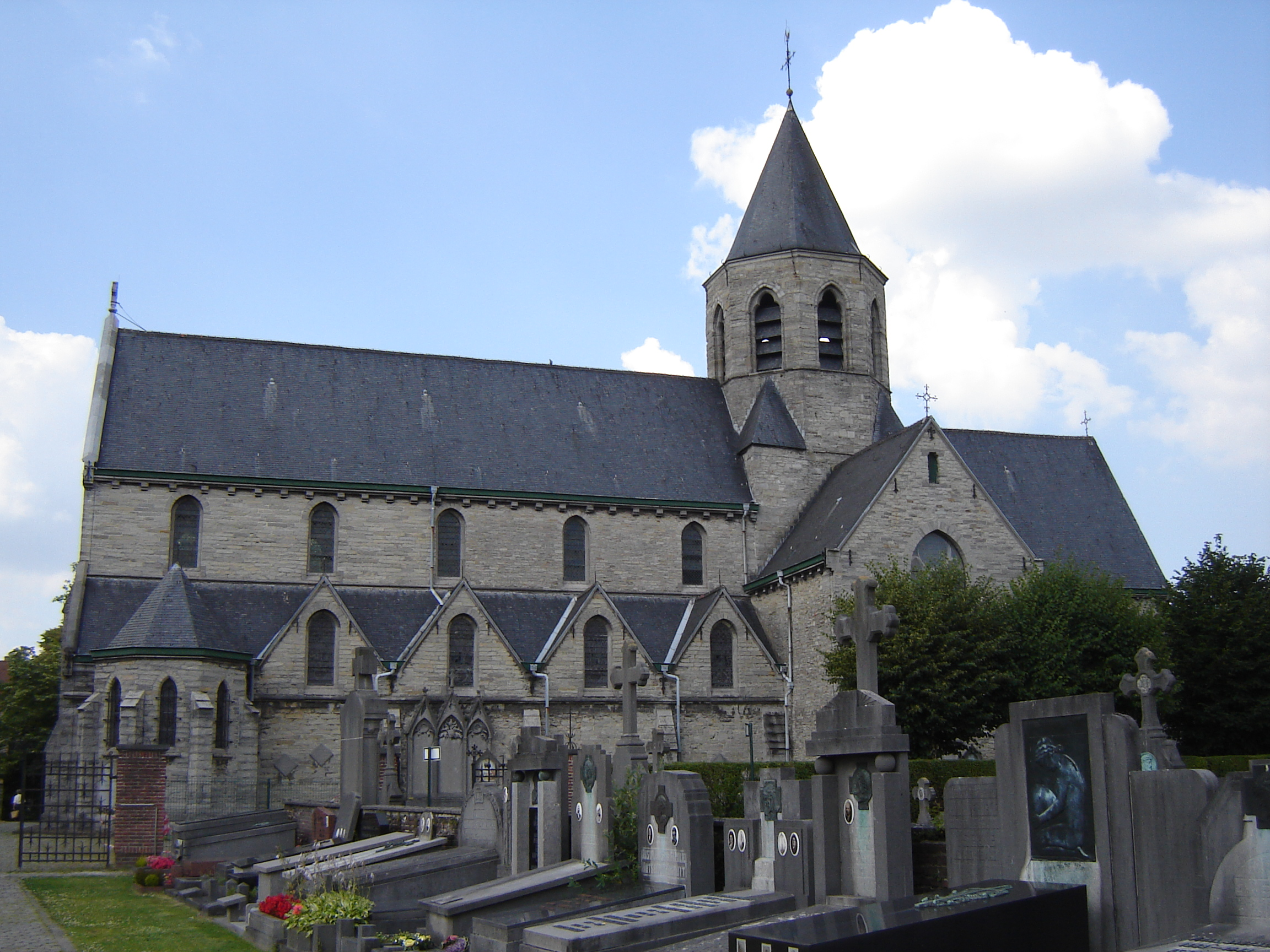
Begraafplaats aan de zuidelijke gevel.

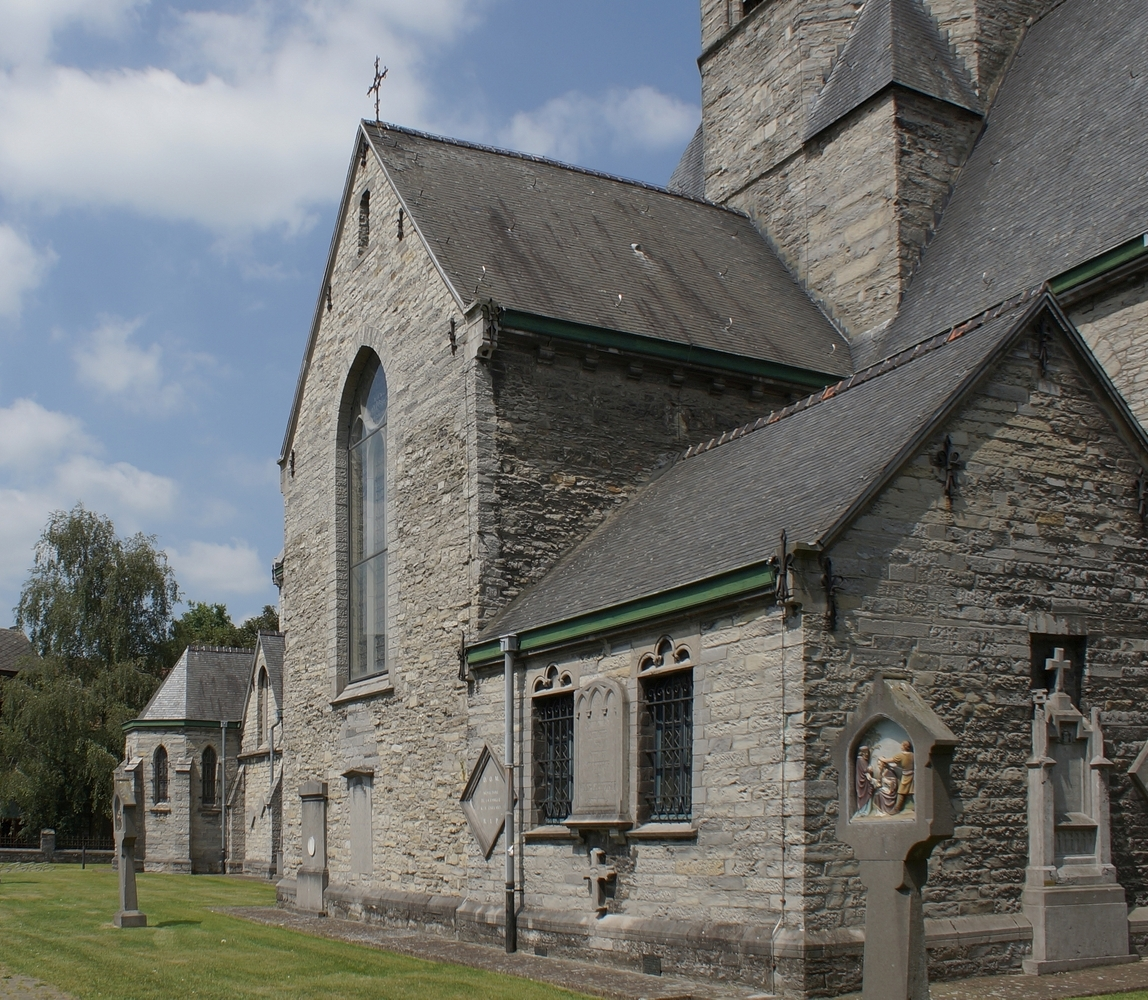
Zuidelijke gevel met de sacristie en de Sint-Corneliusommegang.

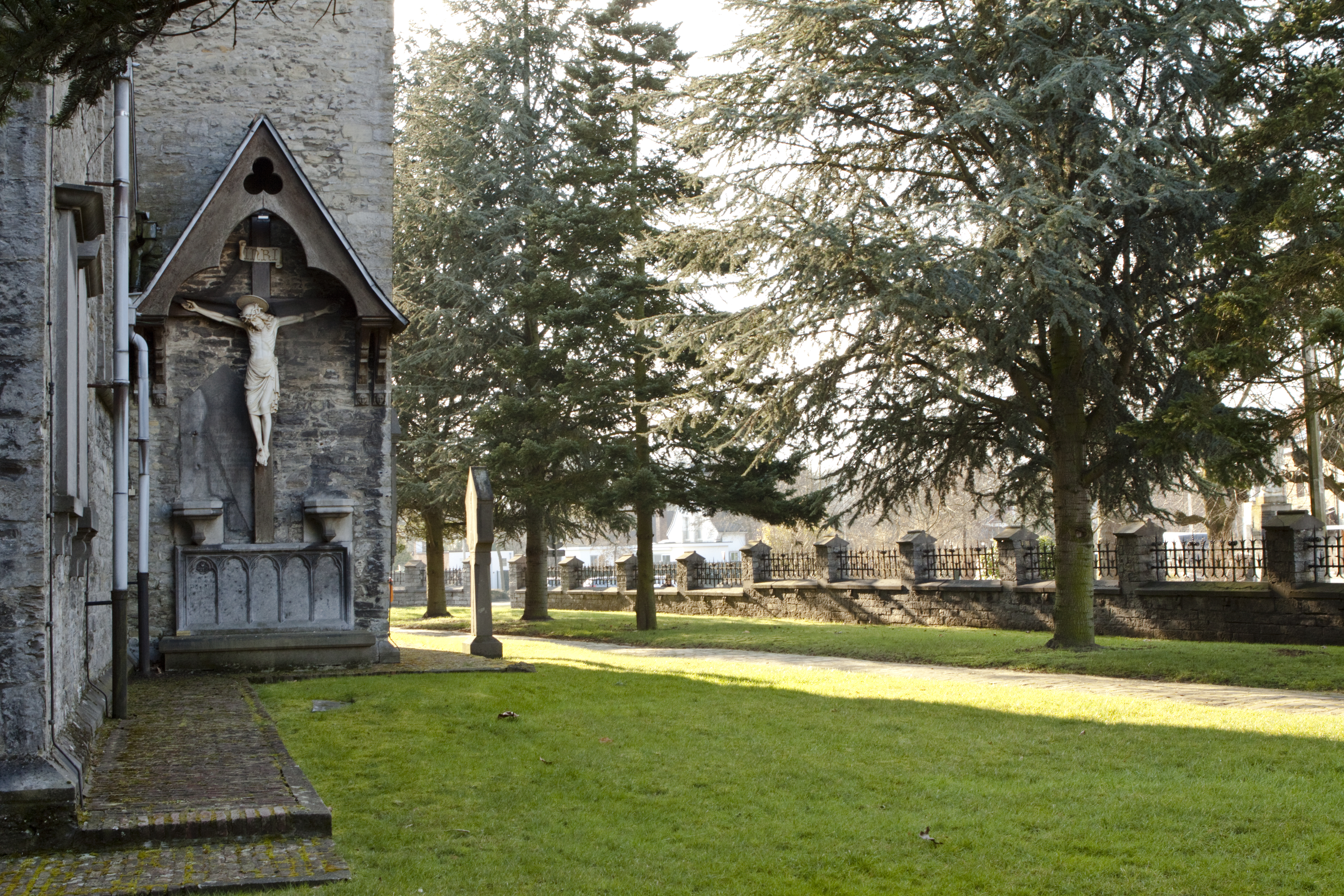
Calvarie aan de noordelijke gevel (anno 1902).

Aan de westelijke kant van de kerk ligt een begraafplaats. Op dit kerkhof bevindt zich een ereperk, waar onder meer slachtoffers van de twee wereldoorlogen begraven liggen. Aan de noordelijke kant, bezijden de rijweg, werd een Heilig Hartbeeld opgericht ter nagedachtenis van de gesneuvelden en opgeëisten.
Rondom de kerk bemerkt men een Sint-Corneliusommegang. Daar worden gebeurtenissen uit het leven van paus Cornelius afgebeeld. De voorstellingen zijn anno 1910 in terracotta gemaakt en zijn het werk van Matthias Zens uit Gent.
Aan de noordelijke gevel, tegen de muur van de kruisbeuk, ziet men een voorstelling van de dood van Christus op de Calvarieberg. Deze dateert uit 1902. Verder ziet men tegen de gevels, rondom de kerk, een aantal grafmonumenten van geestelijken, burgers en prominenten of adellijke families. Zo onder meer:
- Bracq.
- Claeys-Boùùaert.
- Herry.
- van Tieghem de Ten Berghe.

Men treft er een grafsteen aan, daterende uit 1829, geplaatst ter nagedachtenis van de jong gestorven priester Wilhelmus-Franciscus VAN NIEL.
Op deze steen leest men een zeer opmerkelijke tekst:
"Deo Optimo Maximo.
Hier Ligt Begraven de wel-Eerwaarde
Heer Wilhelmus-Franciscus VAN NIEL, R.C. priester.
Geboren te Rotterdam den 23 Maart 1793,
 overleden te Gend den 30 November 1829,
in den ouderdom van 36 Jaar, 8 Maanden en 7 dagen."

"Dewijl hij van zijne kindschheid af
God altijd gevreesd en zijne geboden
onderhouden heeft, zoo heeft hij tegen
God geene droefheid getoond, dat hij
hem geslaegen heeft; maar hij is
onberoerlijk in Gods vreze gebleven,
God alle dagen zijn levens dankende."
(Tob. c. 2. v. 13.14.)
"Ik weende over den genen die in
droefheid was en mijne ziel had
medelijden met den behoeftigen.
(Job. 30. v. 25)

O mijn God, wees mij hierover
gedachtig, zonder de weldaden, die
ik aan uwen tempel en aan uwe
dienst bewezen heb, te vergeten."
(2. Esd. c. 13. v. 14.)

## Interieur

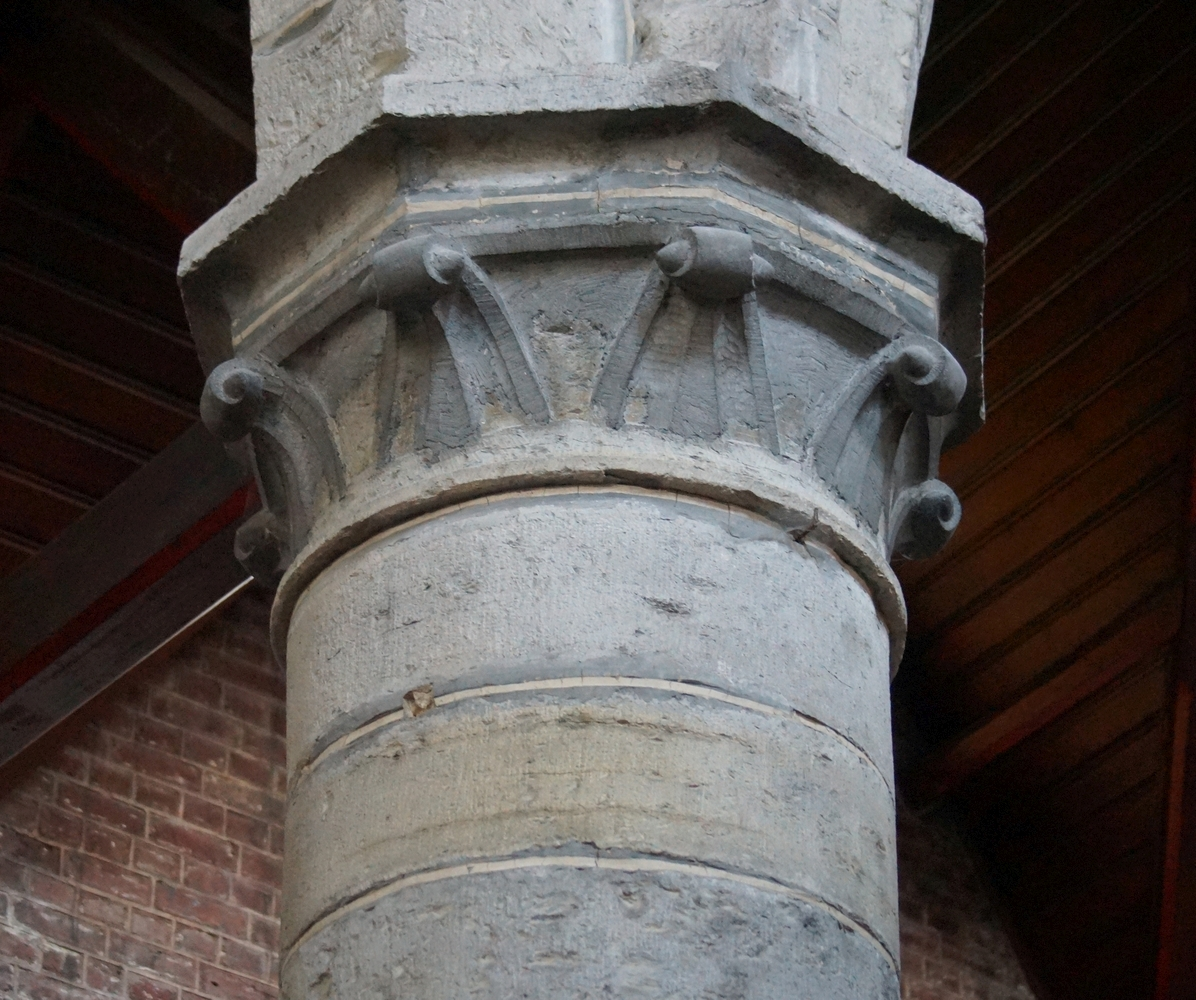
Kapiteel van een pilaar in Doornikse steen.

Het meubilair is grotendeels vervaardigd tijdens de restauratie van de kerk in de 19de eeuw. Het koorgestoelte, de communiebanken uit 1875 (thans verwijderd), en de preekstoel (anno 1894) werden door architect-restaurateur Auguste Van Assche ontworpen in gotische stijl en vervaardigd door Pieter Pauwels.

### Biechtstoelen
De biechtstoelen die sinds 1894 in de beide dwarsbeuken staan opgesteld zijn van de hand van Matthias Zens en zijn, zoals het andere meubilair, in gotische stijl uitgevoerd. Een derde biechtstoel, in barokstijl, staat in de noordelijke zijbeuk. De herkomst is onzeker, maar hij zou afkomstig zijn uit de bezittingen van de jezuïeten en dateren uit de 18de eeuw.

### Obiïten
Hoog onder het gewelf hangen een 16-tal rouwborden voor prominente overledenen die in de onmiddellijke omgeving geleefd hebben. Men treft onder meer de volgende aan:
- Baron Georges Herry (° 2-7-1851, † 30-10-1903)
- Barones Adrienne Herry (Van Tieghem de Ten Berghe) (° 18-12-1849, † 14-3-1901)
- een telg van de familie Herry (° 20-7-1852, † 24-1-1903)
- een telg van de familie Van Tieghem de Ten Berghe (° 29-11-1838, † 14-6-1903)
- een telg van de familie Van Tieghem de Ten Berghe (° 26-10-1835, † 12-5-1917)
- een telg van de familie Kervyn (° 19-10-1850, † 11-12-1920)
- een telg van de familie Van Tieghem de Ten Berghe (° 20-6-1845, † 18-1-1921)
- een telg van de familie Kervyn (° 17-12-1852, † 12-3-1931)
- een telg van de familie Herry (° 15-11-1875, † 24-8-1943).

### Glasramen

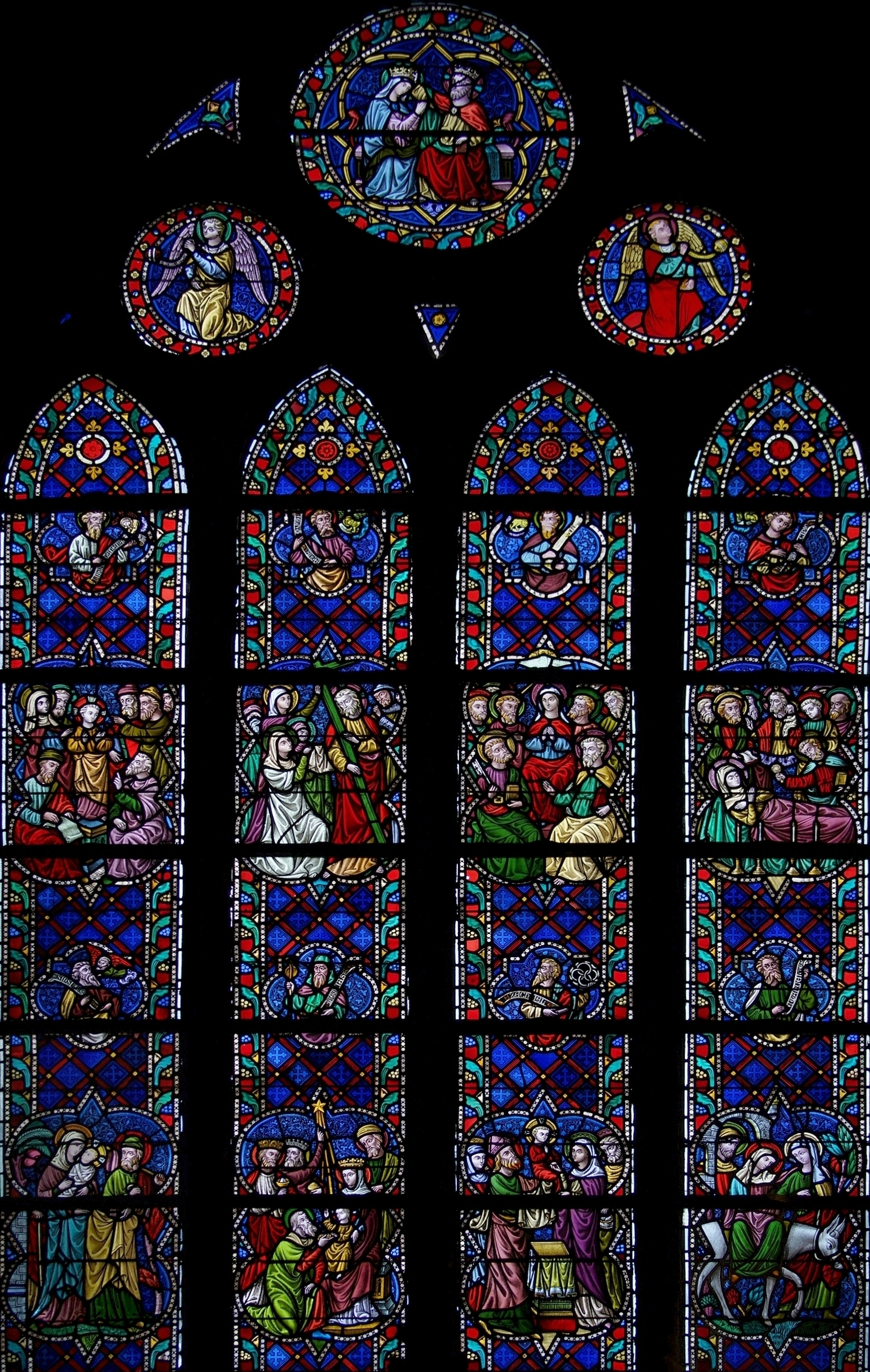
Deel van het glasraam in het hoogkoor, gemaakt door J.-B. de Béthune.

In de kerk worden bij middel van een 20-tal glas-in-loodramen religieuze taferelen voor de bezoeker uitgebeeld.  Sommige van deze ramen werden in 1918 beschadigd en naderhand, in 1923, gerestaureerd door Joseph Casier. In 1979 werden ze alle gerestaureerd door L. Hubreght.

#### Koor
De glasramen in het koor werden door J.-B. de Bethune ontworpen en door zijn atelier uitgevoerd. Zij werden hoofdzakelijk bekostigd door de Mariakerkse gegoede families. Het raam boven het hoogaltaar stelt de kroning van Maria voor, evenals personen uit de Bijbel. De andere ramen aan de zijkant verbeelden scènes uit het leven van de H.H. Valentinus en Cornelius (anno 1872).
Het glasraam van de St. Jozefkapel  werd -in tegenstelling tot de andere- door Charles Van Crombrugge (uit Gent) ontworpen en toont zes taferelen uit het leven van de Heilige Jozef. Het werd geschonken door een telg van de adellijke familie Kervyn. Het blazoen en het devies “Fortiter et leviter” met griffioen, leeuw en arendspoot werd verwerkt in het midden van het onderste raam.

#### Kruisbeuk (links)
In het noordelijke transept stellen de glasramen de volgende heiligen voor: Alfridus, Ferdinand, Cornelius, Celina en Helena. Dit raam -gemaakt door J.B. de Bethune- werd in 1899 geschonken door de familie Claeys-Bouuaert ter gelegenheid van de Eerste Communie van hun dochter Helena.

#### Kruisbeuk (rechts)
De glasramen in het zuidelijke transept brengen de H.H. Joachim, Odilia, Anna en Paulus voor de geest, alsook O.L.V. Zonder Smet. Het geheel werd gemaakt door glazenier Camille Ganton (° Verviers 1872, † 1946) uit Gent.

#### Doksaal
In het glasraam van de westgevel, door Camille Ganton gemaakt, worden musicerende heiligen en engelen uitgebeeld. Het devies "Me stella duce" ("De ster leidt me") werd verwerkt in de rechterbenedenhoek van het raam. Hieruit kan worden afgeleid dat dit raam geschonken werd door een telg van de familie "Van Tieghem de Terhoije" (Van Tieghem de ten Berghe).

#### Zijbeuken
De glas-in-loodramen in de zijbeuken zijn alle het werk van Camille Ganton. De ramen in de noordelijke beuk (links) verbeelden verscheidene taferelen met O.L. Vrouw, terwijl deze in de zuidelijke zijbeuk (rechts) de rozenkransdevotie voorstellen.

### Kruisweg
In 1908 kreeg Frans Coppejans (° 1867, † 1947) uit Gent de opdracht een kruisweg te schilderen in de ondiepe blindnissen van de zijbeuken. Opmerkelijk is dat bij de elfde statie de linkervoet van Christus boven de rechtervoet is genageld en bij de twaalfde statie net andersom. In 1909 werd de kruisweg ingewijd.
Frans Coppejans schilderde eveneens de "Zeven Weeën van Maria" op messingplaten. Deze werden in de lambrisering van de rechterkruisbeuk verwerkt.

### Retabels
In de kerk staan vier altaren met erop telkens een neogotisch achterstuk. Deze retabels verbeelden episodes uit het leven van de heilige voor wie het altaar werd opgericht.
- Het hoofdaltaar. Dit retabel is gewijd aan de H. Maria, patrones van de kerk en van de parochie. Het dateert van 1870 en is waarschijnlijk ontworpen door Jean-Baptiste de Bethune.
De haut-reliëfs verbeelden vijf taferelen uit het leven van Maria, namelijk:

1. de boodschap van de engel Gabriël;
2. de geboorte van Jezus;
3. de dood van Jezus aan het kruis;
4. de verrijzenis van de Heer;
5. de opneming van Maria in de hemel.

- Het zijaltaar aan de noordkant, links van het hoofdaltaar, is gewijd aan de H. Jozef en werd in 1873 ontworpen door Jean-Baptiste de Bethune. Dit retabel verbeeldt drie taferelen uit het leven van de heilige, namelijk:

1. Jozef met Maria en Jezus tijdens een dagelijkse activiteit;
2. Jozef met Jezus op de arm;
3. Jezus en Maria bij het overlijden van Jozef.

- Het altaar in de noordelijke dwarsbeuk -gemaakt in 1881- is gewijd aan de H. Cornelius. Het retabel ervan bestaat uit een voorstelling van deze heilige als paus. In de linker- en de rechternis ziet men respectievelijk:

1. de H. Cornelius geneest een lamme vrouw;
2. de onthoofding van Cornelius.

De drie hoger genoemde altaren werden alle gebeeldhouwd door Leopold Blanchaert uit Maaltebrugge.

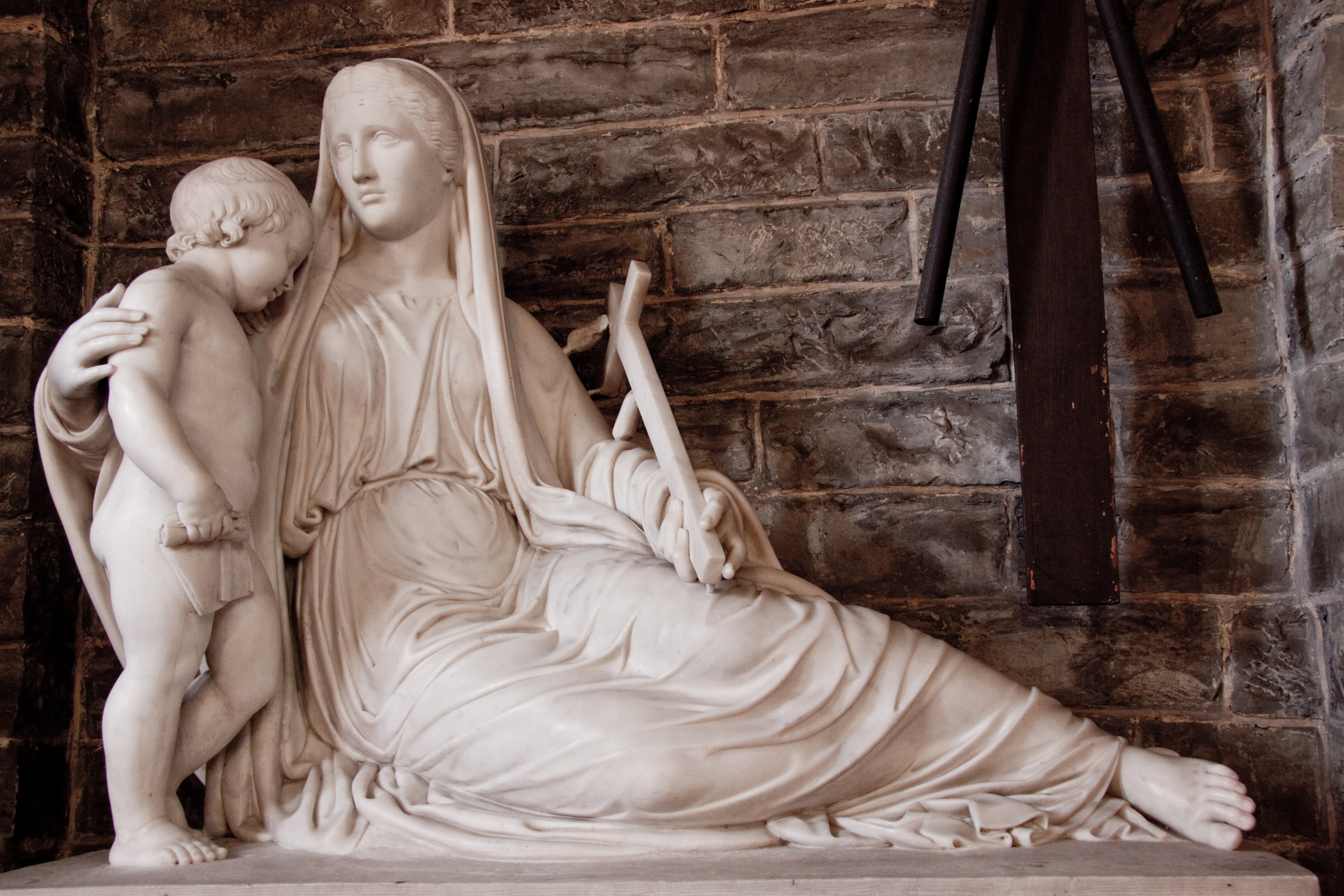
Gedenkteken voor architect Jean-Baptiste Pisson (°1763 † 1818) en zijn echtgenote.

Het vierde altaar, gewijd aan Onze-Lieve-Vrouw, staat sedert 1873 in de zuidelijke dwarsbeuk. Het is verfraaid met een retabel dat gebeeldhouwd werd door Petrus Pauwels. De voorgestelde taferelen over Maria’s leven zijn ingegeven door de apocriefe geschriften:
1. de opdracht van Maria in de tempel;
2. de verloving van Maria met Jozef;
3. Maria en Johannes bij het kruis;
4. het overlijden van Maria;
5. de kroning van Maria in de hemel.

### Gedenkteken
In de zuidoostelijke hoek van de kerk, tussen het portaal en de doopkapel, staat een gedenkteken voor architect Jean Baptist Pisson en zijn echtgenote. Het werd gemaakt door beeldhouwer J.R. Calloigne en in 1826 door de Maatschappij van Schone Kunsten en Letteren (Gent) geschonken, ter nagedachtenis van de overledenen. 

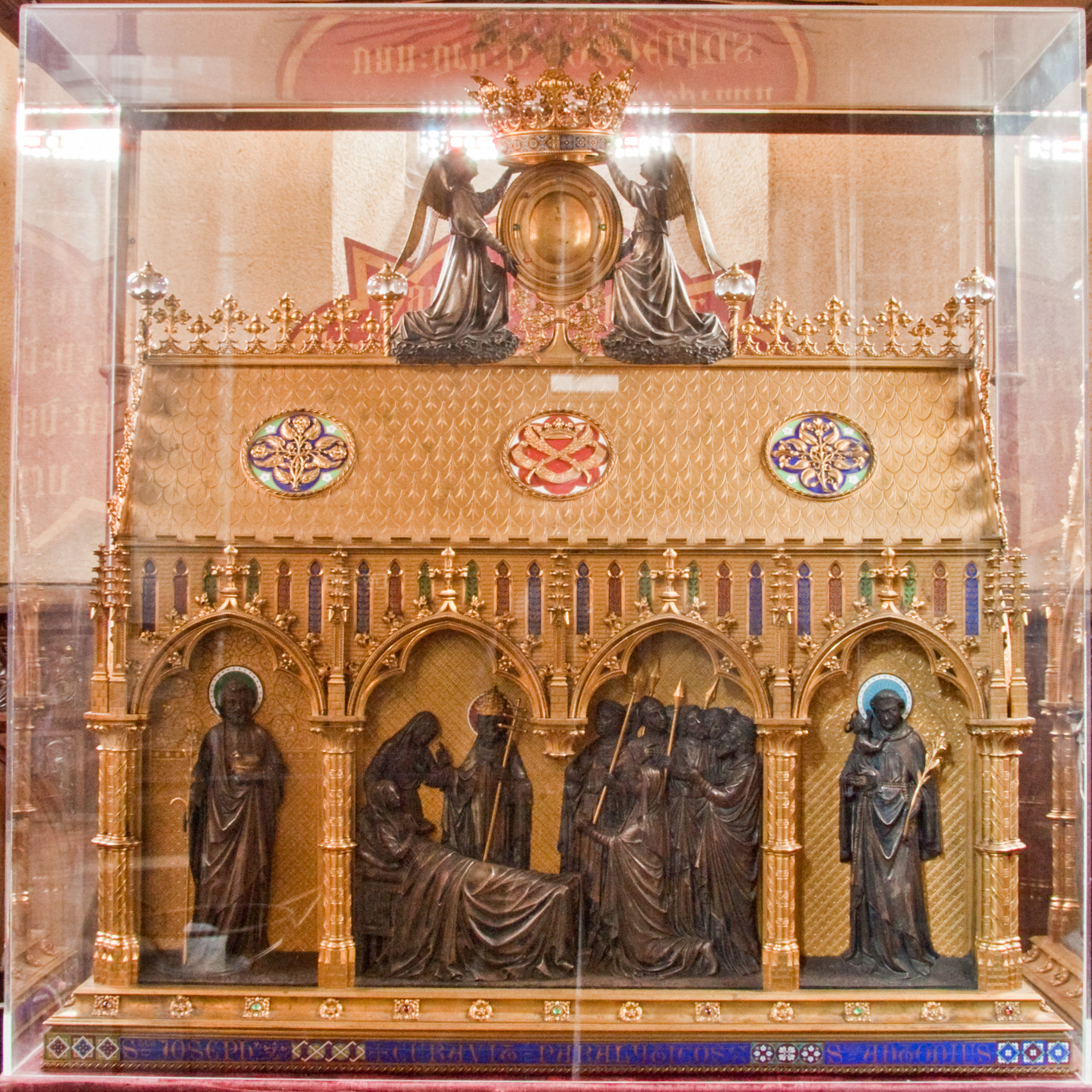
Reliekschrijn H. Cornelius

### Reliekschrijn
Nabij het Sint-Jozefsaltaar staat een reliekschrijn van de heilige Cornelius uit 1902. Het heeft de vorm van een kapel, en is door edelsmid Leopold Firlefyn († 1910) uit Maaltebrugge, gemaakt. De gebruikte materialen waren: gedreven koper, brons, halfedelstenen en smaltwerk.

### Orgel
In het oksaal staat het orgel dat in 1893 werd geleverd door het Huis Pierre Schyven & C° uit Brussel. Het vervangt een ouder instrument dat voordien, in 1823, door L. Van Peteghem & Frères uit Gent werd geplaatst. De orgelkast (in gotische stijl) werd ontworpen door architect Auguste Van Assche en vervaardigd door Pieter Pauwels.

## Klokken
De oorspronkelijke klok(ken) werden tijdens het Franse bestuur in 1796 weggehaald. In 1806 werd een nieuwe klok (250 kg) geplaatst met de naam Jozef Maria. In 1885 werd een tweede klok (800 kg) met de naam Theresia ingeluid. Deze werd echter in de 1943 (Tweede Wereldoorlog) door de Duitse bezetter weggehaald om te worden  gebruikt als grondstof voor wapentuig. Maar in 1949 werd een nieuwe klok (600 kg) in de toren gehangen. Ze kreeg ook de naam Theresia en hangt nu naast de oorspronkelijke klok uit 1806.

## Galerij

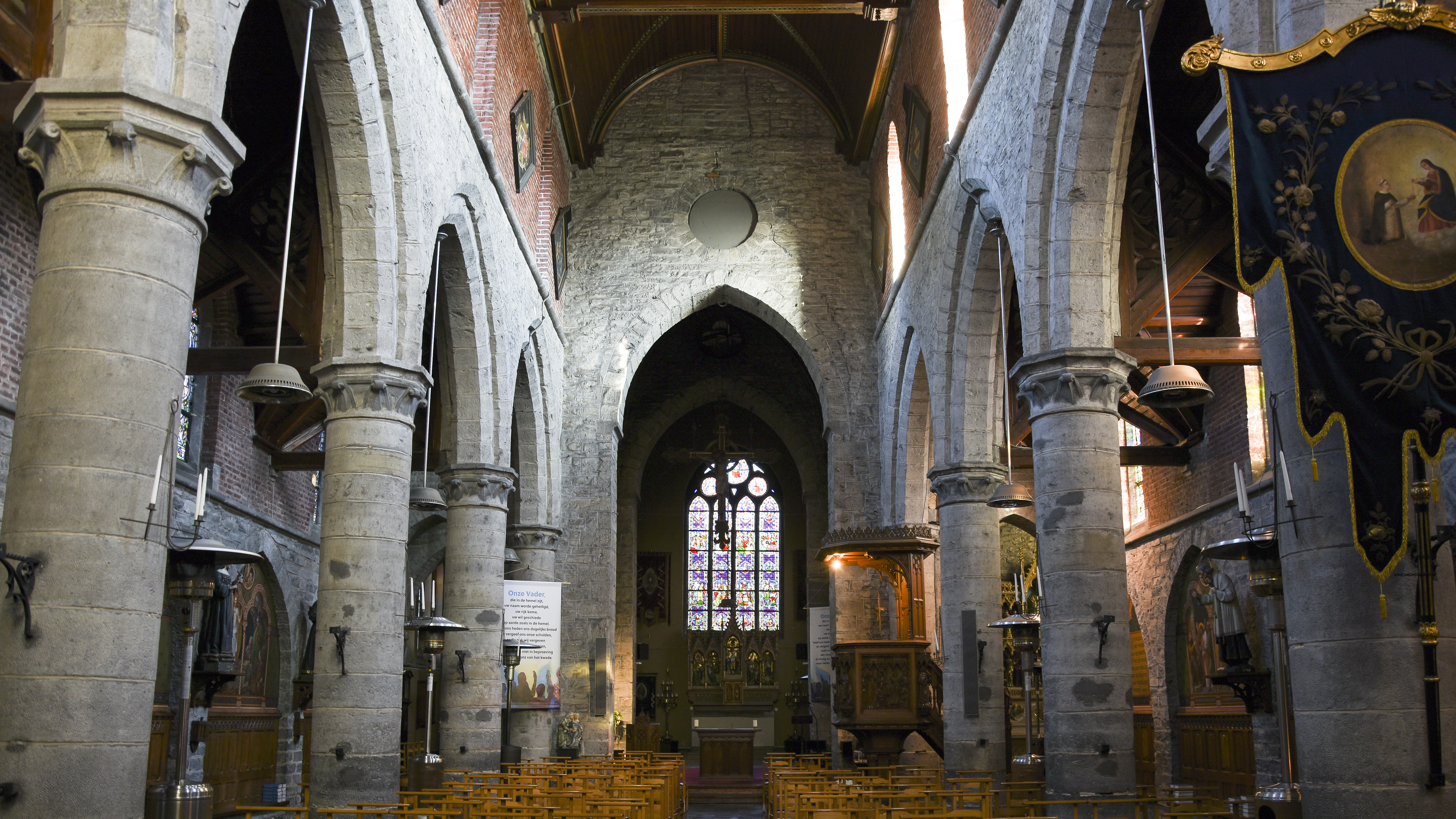
Het schip van de kerk
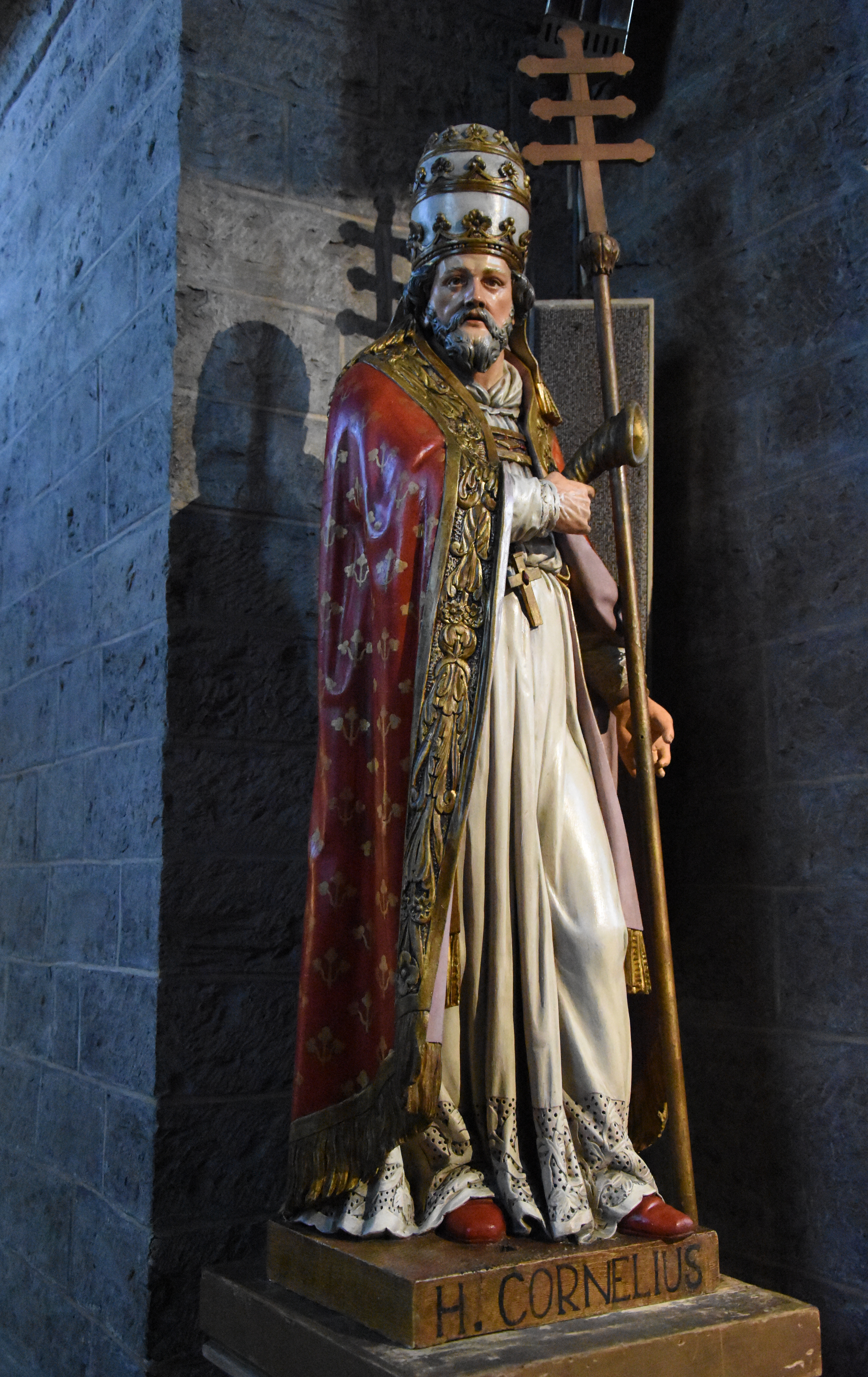
De heilige Cornelius in de kerk
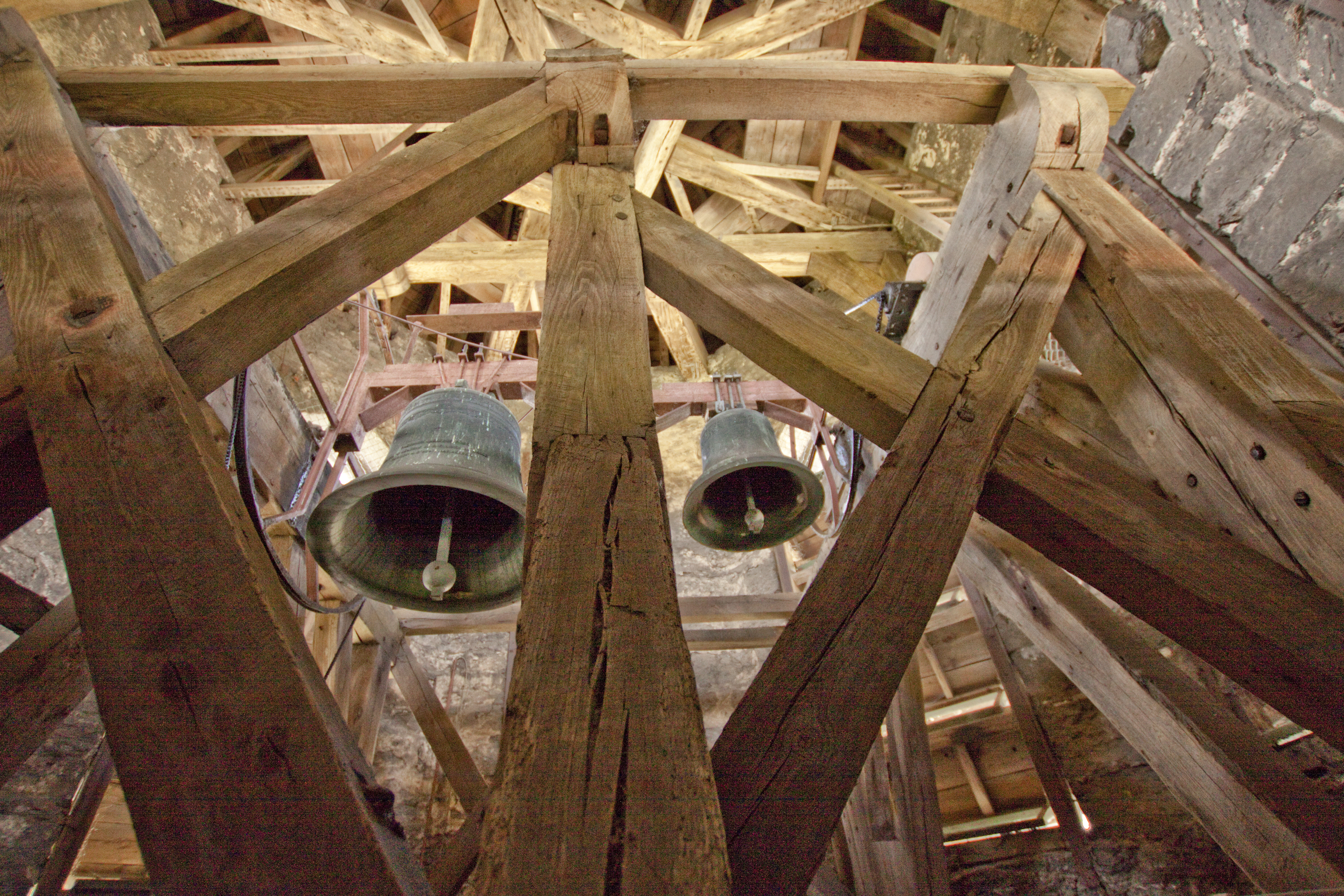
De klokken